# Hockey su ghiaccio all'VIII Festival olimpico invernale della gioventù europea
Le gare di hockey su ghiaccio al VIII Festival olimpico invernale della gioventù europea si sono svolte dal 19 al 23 febbraio 2007 a Jaca, in Spagna.
Sono state disputate una gara, il torneo maschile.

## Podi
| Evento          | Oro    | Argento   | Bronzo   |
| Torneo maschile | Russia | Finlandia | Svizzera |